# Échangeur de Cormontreuil
 (juin 2025).
Motif : Pas de sources. Voir Discussion:Échangeur de Shimukappu/Admissibilité.
- Archive Wikiwix
- Bing
- Cairn
- DuckDuckGo
- E. Universalis
- Gallica
- Google
- G. Books
- G. News
- G. Scholar
- Persée
- Qwant
- (zh) Baidu
- (ru) Yandex
- (wd) trouver des œuvres sur Wikidata

| 1. | Préciser le motif de la pose du bandeau. | Précisez le motif de la pose du bandeau en utilisant la syntaxe suivante : {{admissibilité à vérifier\|date=juin 2025\|motif=remplacez ce texte par le motif}}                                 |
| 2. | Informer les utilisateurs concernés.     | Pensez à avertir le créateur de l'article, par exemple, en insérant le code ci-dessous sur sa page de discussion : {{subst:avertissement admissibilité à vérifier\|Échangeur de Cormontreuil}} |

L'Échangeur de Cormontreuil est un échangeur autoroutier situé sur le territoire des communes de Reims et de Cormontreuil en Champagne-Ardenne. Il est constitué d'un ensemble de bretelles et d'un rond-point. L'échangeur permet une connexion entre les autoroutes A34 et A344 (ancienne A4 passant par le centre de Reims) et la desserte du sud-est de l'agglomération rémoise via les routes départementales RD8 et RD8e.

## Axes concernés
- l'A 34 : vers Metz/Lyon et l'A 4 (au sud-est) et vers Charleville-Mézières (au nord) ;
- l'A 344 (ex-A 4) : vers le centre de Reims (à l'ouest) ;
- les RD8 et RD8e : desserte de Cormontreuil, de Taissy et Louvois (au sud).